# Welsh Cup 1879-80
Welsh Cup 1879-80 var den tredje udgave af Welsh Cup. 20 hold var tilmeldt turneringen, men heraf meldte to hold afbud inden sin første kamp, så reelt deltog 18 hold i turneringen. Finalen blev afviklet den 13. marts 1880 på Racecourse Ground i Wrexham, hvor Druids FC sikrede sig sin første triumf i Welsh Cup ved at besejre Ruthin Town FC med 2-1.

## Resultater

### Første runde
| Dato         | Kamp                                      | Res. |
| ------------ | ----------------------------------------- | ---- |
|              | Wrexham Town FC – Northwich Victoria FC   | 1–1  |
|              | Civil Service FC – Gwersyllt Foresters FC | 1–1  |
|              | Wrexham Albion FC – Wrexham Grosvenor FC  | 2–1  |
|              | Newtown White Star FC – Dolgellau FC      | 3–0  |
|              | Corwen FC – Bala Town FC                  | 7–3  |
|              | Newtown Excelsior FC – All Saints FC      | 6–0  |
|              | Aberystwyth Town FC – Oswestry Town FC    | 1–0  |
|              | Ruthin Town FC – Llangollen FC            | 4–0  |
|              | Mold FC – Druids FC                       | w.o. |
|              | 23rd Royal Welch Fusiliers – Rhyl FC      | w.o. |
| Omkamp       |                                           |      |
|              | Wrexham Town FC – Northwich Victoria FC   | 1–0  |
|              | Civil Service FC – Gwersyllt Foresters FC | ?–?  |
| Anden omkamp |                                           |      |
|              | Civil Service FC – Gwersyllt Foresters FC | 1–2  |

### Anden runde
| Dato         | Kamp                                           | Res. |
| ------------ | ---------------------------------------------- | ---- |
|              | Rhyl FC – Aberystwyth Town FC                  | 1–1  |
|              | Newtown Excelsior FC – Wrexham Albion FC       | 1–0  |
|              | Druids FC – Wrexham Town FC                    | 1–0  |
|              | Newtown White Star FC – Gwersyllt Foresters FC | 2–0  |
|              | Ruthin Town FC – Corwen FC                     | 3–0  |
| Omkamp       |                                                |      |
|              | Rhyl FC – Aberystwyth Town FC                  | 0–0  |
| Anden omkamp |                                                |      |
|              | Aberystwyth Town FC – Rhyl FC                  | 3–0  |

### Kvartfinaler
Newtown White Star FC var oversidder i denne runde og gik derfor videre til semifinalerne uden kamp.
| Dato   | Kamp                                  | Res. | Spillested                 |
| ------ | ------------------------------------- | ---- | -------------------------- |
|        | Druids FC – Aberystwyth Town FC       | 6–0  |                            |
|        | Newtown Excelsior FC – Ruthin Town FC | 1–1  | Racecourse Ground, Wrexham |
| Omkamp |                                       |      |                            |
|        | Ruthin Town FC – Newtown Excelsior FC | 4–2  | Racecourse Ground, Wrexham |

### Semifinale
På grund af det ulige antal hold var Ruthin Town FC oversidder og gik derfor uden kamp videre til finalen.
| Dato | Kamp                              | Res. | Spillested |
| ---- | --------------------------------- | ---- | ---------- |
|      | Druids FC – Newtown White Star FC | 3–1  | Oswestry   |

### Finale
| Dato  | Kamp                       | Res. | Tilskuere | Spillested                 |
| ----- | -------------------------- | ---- | --------- | -------------------------- |
| 13.3. | Druids FC – Ruthin Town FC | 2–1  | 4.000     | Racecourse Ground, Wrexham |